# ヘロデ王の前で踊るサロメ
『ヘロデ王の前で踊るサロメ』（ヘロデおうのまえでおどるサロメ、仏: Salomé dansant devant Hérode、英: Salome Dancing before Herod）は、フランス象徴主義の画家ギュスターヴ・モローが1876年に制作した油彩画である。主題はキリスト教の伝説に登場するヘロデ・アンティパス王の娘サロメから取られている。モローは本作品と『ヘラクレスとレルネのヒュドラ』（Hercule et l'Hydre de Lerne）、『殉教者に叙される聖セバスティアヌス』（Saint Sébastien Baptisé Martyr）、および本作と共通の主題を扱った水彩画『出現』（L'Apparition）で1869年以来7年ぶりにサロンに参加した。7年間のブランクは1869年のサロンで受けた批判が原因と考えられており、新たなスタイルを模索して挑んだ1876年のサロンで再び脚光を浴びた。現在はアメリカ合衆国カリフォルニア州ロサンゼルスのアーマンド・ハマー美術館に所蔵されている。

## 主題

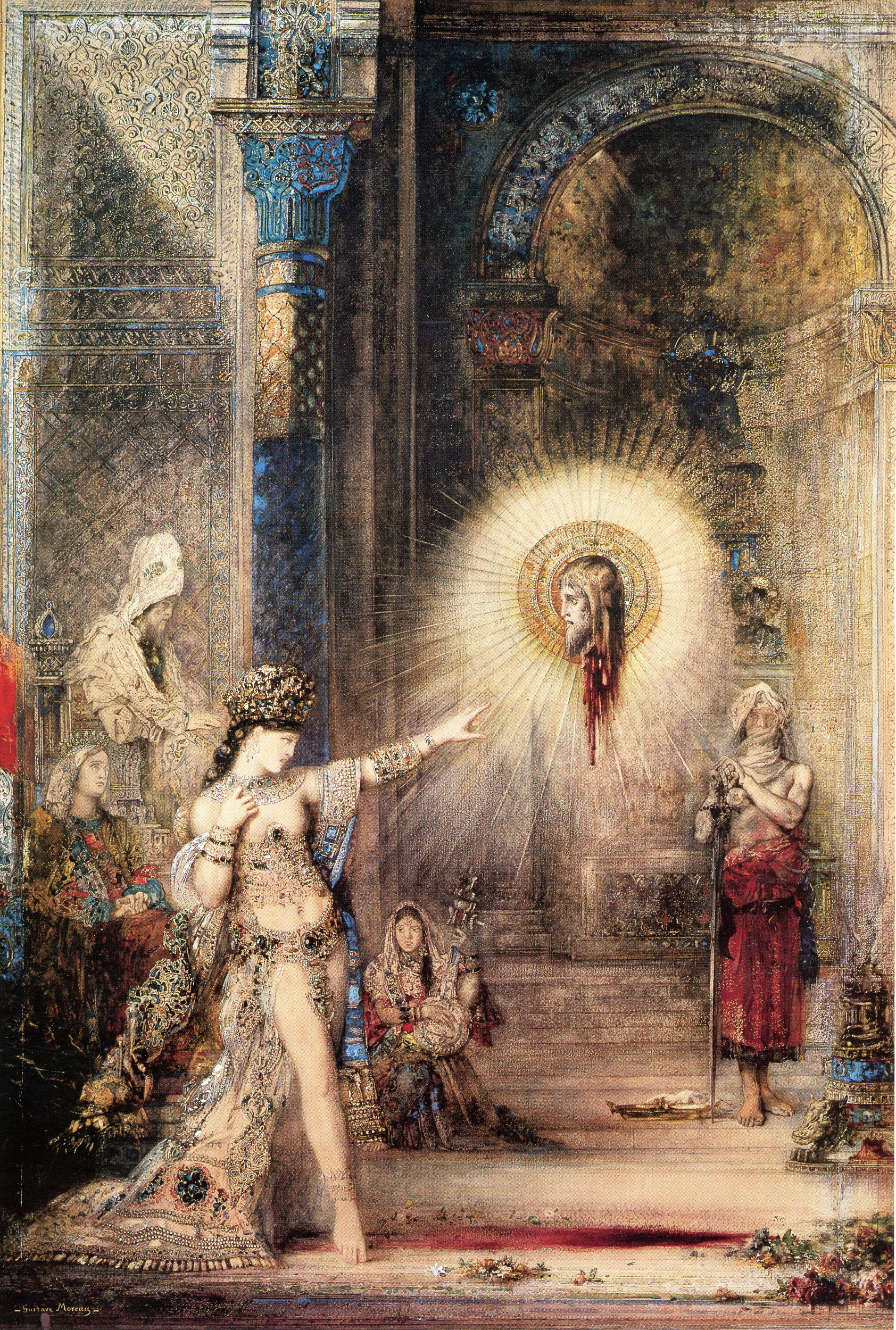
同年にサロンで発表された水彩画『出現』。踊るサロメの前に洗礼者ヨハネの首が現れるという西洋美術史上類を見ない幻想的なサロメは世紀末のデカダンスに大きな影響を与えた。パリ、オルセー美術館所蔵。

サロメは古代イスラエルの領主であるヘロデ・アンティパス王の妻ヘロディアが前夫との間に生んだ娘である。伝説によるとヘロデ王は自分の誕生日に祝宴を催して有力者たちを招いたが、その宴の席でサロメが舞踏を披露し、客たちを喜ばせたので、ヘロデ王はサロメに望むものを何でも褒美として与えようと言った。サロメが母のもとに行き、何を願うべきか尋ねると、ヘロディアは「洗礼者ヨハネの首と言いなさい」と娘に言った。当時、ヘロデ王は実兄の妻であったヘロディアを娶ったため、ヨハネから厳しく批判されていた。サロメは父のもとに行き、母の言葉に従って「洗礼者ヨハネの首を所望します」と述べた。そこでヘロデ王は兵に命じて獄中のヨハネの首を取って来させたという。『新約聖書』ではヘロデ王の娘の名前は明言されていないが、フラウィウス・ヨセフスの『ユダヤ古代誌』ではサロメとなっている。この物語は19世紀末に好まれたが、中でもオスカー・ワイルドが大胆な解釈で戯曲化したことで《宿命の女＝ファム・ファタール》として広く知られることになった。

## 作品

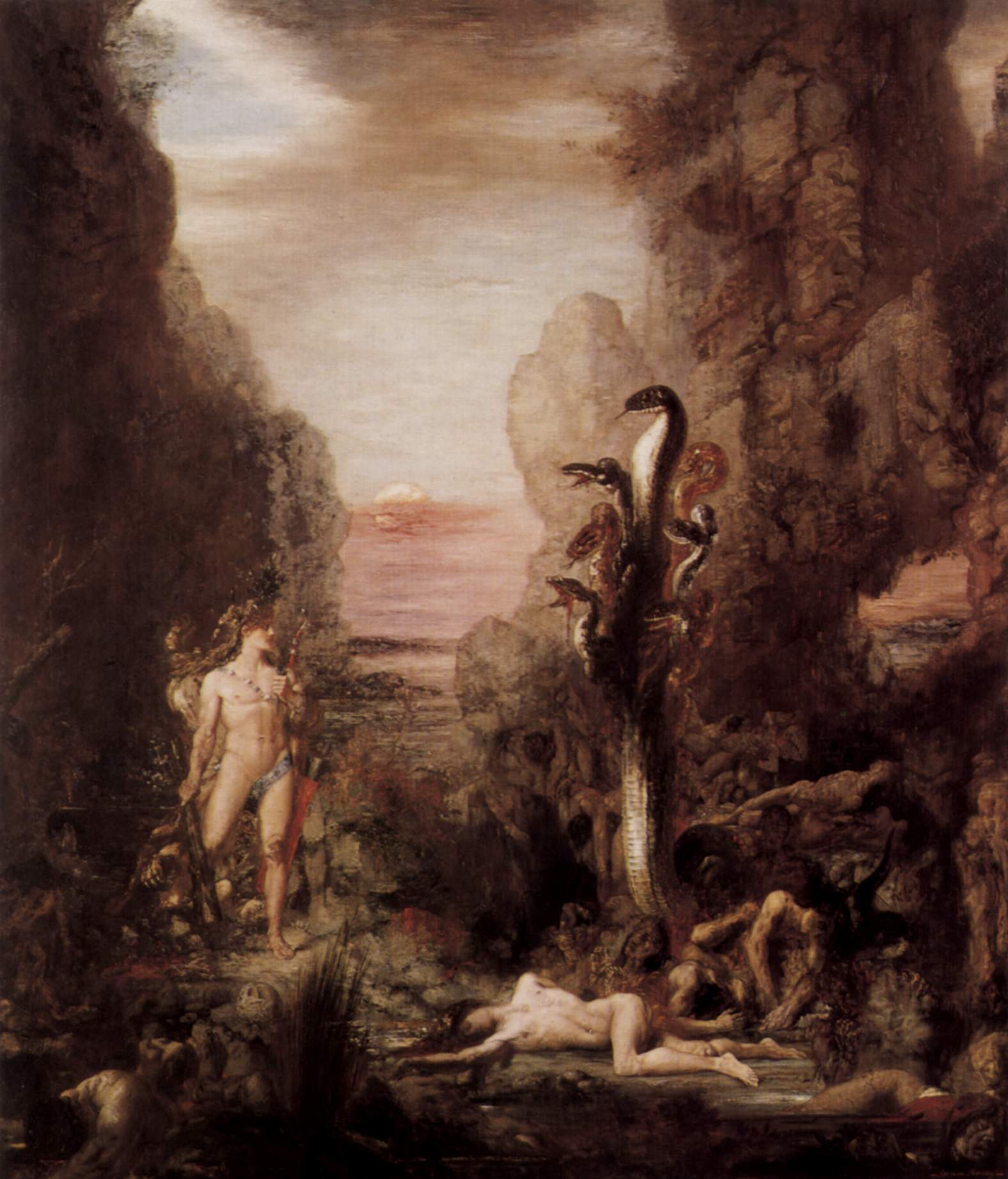
ギリシア神話を題材とした『ヘラクレスとレルネのヒュドラ』。本作品同様に背景を明暗の効果によって描いている。シカゴ美術館所蔵。

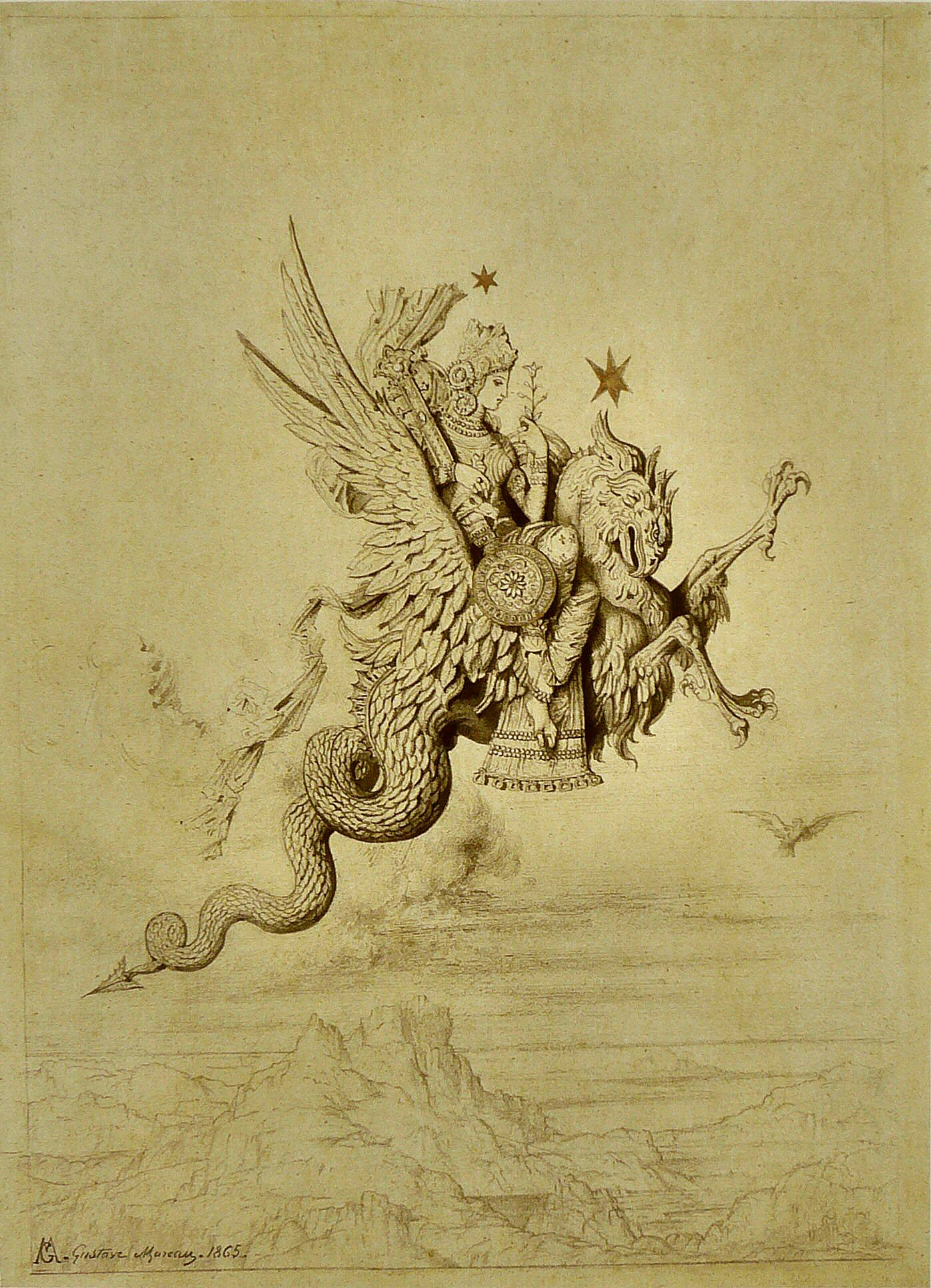
1865年の素描画『ペリ』。ペリとはイランの神話伝説に登場する下級神で、 19世紀のフランス文化ではしばしば美しい女性として登場する。シカゴ美術館所蔵。

モローは壮麗な宮殿の広間で、豪奢な宝飾と衣装を身に纏い、舞踏を披露するために進み出るサロメの姿を描いている。サロメの衣装は重たげであり、手には白い花を持ち、瞳を閉じて、爪先で立っている。複数の柱によって支えられた尖塔アーチの天井は高く、光と開放感であふれている。画面中央ではヘロデ王が正面を向いて玉座に座っており、さらにその上方には3体の神像が並んでいるのが見える。神像は背後から差し込む光で暗く照らし出している。画面右には抜身の剣を持った刑吏が立っており、洗礼者ヨハネに待ち受ける運命が暗示されている。サロメの立つ画面左の奥には舞踏するサロメのために楽器を奏でる演奏者が座し、さらにその奥に王妃ヘロディアが立っている。また右画面下には繋がれたクロヒョウがサロメと向き合う形で寝そべっている。
ルネサンス以降、サロメは洗礼者ヨハネの首が乗った盆を持つ姿で描かれるのが定番となっており、本作品のように舞踏するサロメを描いた例は少ない。もともと本作品は洗礼者ヨハネを主題とする二連画の構想から出発していることがギュスターヴ・モロー美術館に残された素描（58bis）から確認でき、この素描ではモローは1枚の紙に《ヨハネの斬首》と《サロメの舞踏》の2つの主題を左右に配して描いている。このうち《サロメの舞踏》は本作品をはじめ『出現』や『踊るサロメ』（Salomé dansant, 『刺青のサロメ』とも）といった有名なヴァリアントを生んだが、《ヨハネの斬首》については『牢獄のサロメ』（Salomé à la Prison）などの小粒な作品を生むにとどまった。

### サロメ像
モローは花を持つサロメをインドの細密画をモチーフに描いた『ペリ』（La Péri, 1865年）の花を持つ女性像から持ってきている。サロメの衣装のイメージは、古代エジプト美術の女性像から発展させていることが初期の習作から確認されている。またこの点についてはジョリス＝カルル・ユイスマンス以来、ギュスターヴ・フローベールの1862年の小説『サラムボー』の冒頭部分と類似していることも指摘されている。同小説に登場する女性サラムボーはフローベールによって創作された架空の人物で、古代のカルタゴの将軍ハミルカル・バルカの娘（したがって名将ハンニバルと兄妹）であり、フェニキアの女神であるタニトに仕える巫女だった。モローはサロメの衣装について次のように述べている。

### 空間描写
本作品の最も驚嘆すべき点は縦長の大画面の中に幻想的かつオリエンタルな空間を創造していることである。モローはこの空間を作るために様々な建築学的モチーフを合成している。空間の最も大きな特徴となっている尖塔アーチはアフリカ北西部、スペイン、ポルトガルに特徴的なムーア式と呼ばれるイスラム建築である。具体的にはイスタンブールのアヤソフィア、グラナダのアルハンブラ宮殿、コルドバのメスキータをはじめ、いくつかの中世の大聖堂と関連があり、さらに小さなモチーフについては、ギリシア、ローマ、エトルリア、エジプト、インド、中国などの芸術・文化から特定されている。たとえば尖塔アーチを支えるのはビザンティン建築の籠型柱頭である。3体の神像のうち中央に立つのは有名なエフェソスのアルテミス女神像であり、この女神像は身体に複数の乳房あるいは卵のようなものを持つことで知られる。また左右に立つ脇侍はローマ帝国で繁栄したミトラス教の神像で、身体にヘビが巻き付いているのが見える。モローの絵画に頻出する装飾柱は本作品においても画面両端に描かれており、その先端には翼を広げたスフィンクス像が飾られている。剣を持つ刑吏のそばには東洋的な蓮台が据えられ、その上では日本の香炉が煙を上げている。
またモローは大画面の左下にサロメを小さく描きつつ、サロメが舞踏する空間を明暗の効果のもとに描き出している。絵画は最も明るい画面右上から左下のサロメに向かって暗さを増していくが、白い衣装を身にまとったサロメはその暗がりの中でひときわ輝いて見える。本作品や『ヘラクレスとレルネのヒュドラ』のような明暗の効果によって画面を作る傾向はレンブラント・ファン・レインの影響とされる。こうした作品の性格上、モローは明暗の効果を得るために小さいサイズの紙に鉛筆で擦筆を用いながら画面全体の素描を繰り返し行っている。

## 解釈
『新約聖書』における伝承では母である王妃ヘロディアの道具であるかのように行動したサロメだが、モローはこの女性を自立した《ファム・ファタール》として描いた。彼はサロメについて次のように述べている。
またピエール＝ルイ・マチュー（Pierre-Louis Mathieu）によれば、サロメが持つ花は快楽、クロヒョウは淫蕩を意味するという。モローはこれらのモチーフによって古代以来のイメージを刷新し、妖婦あるいは毒婦といった新たなイメージをサロメに与えていると言えよう。こうしたサロメ像を推し進めたのが同じ年にサロンに出品した『出現』である。この作品では舞踏を披露するサロメの眼前に洗礼者ヨハネの首が宙に浮いた形で出現している。ヨハネの首はサロメ以外の人間には見えておらず、彼女の舞踊の結果もたらされる恐るべき運命として現れている。しかしその幻影を見てもサロメは舞踏を止めはしないのである。

## 影響

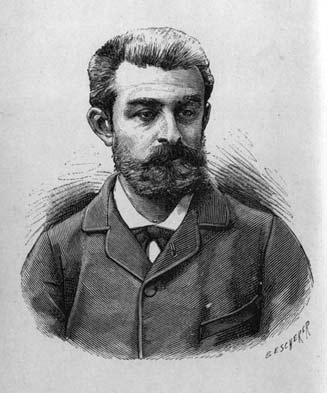
1886年頃のユイスマンス。ルイ・フェリックス・ベスチャー画。

本作品の与えた影響で最も重要なものは作家ユイスマンスが8年後の1884年に発表した小説『さかしま』である。モローのサロメ像に《ファム・ファタール》を見出したユイスマンスは、主人公デ・ゼッサントに『ヘロデ王の前で踊るサロメ』と『出現』を熱烈に賛美させた。デ・ゼッサントにとってモローの描いたサロメは不滅の情欲あるいはヒステリアの女神、あらゆるものに君臨する美の呪いであると同時に、近づいて触れようとする者すべてを傷つける、無関心で、無責任な、獣のような女であった。この『さかしま』に影響を受けたオスカー・ワイルドは戯曲『サロメ』において、自らの意志で洗礼者ヨハネの首を求めるサロメを描いた。さらにドイツの作曲家リヒャルト・シュトラウスはオスカー・ワイルドの戯曲をもとに『サロメ』を作曲した。

## 来歴
本作品はアメリカ合衆国の大富豪・美術コレクターのアーマンド・ハマーが収集したアーマンド・ハマー・コレクションに属し、アーマンド・ハマー財団からアーマンド・ハマー美術館に贈呈され、以後同美術館に所蔵されている。2012年には《奇妙な魔法：ギュスターヴ・モローのサロメ》と題して本作品を中心にモローの描いたサロメを集めた展示会が催されている。

## ギャラリー

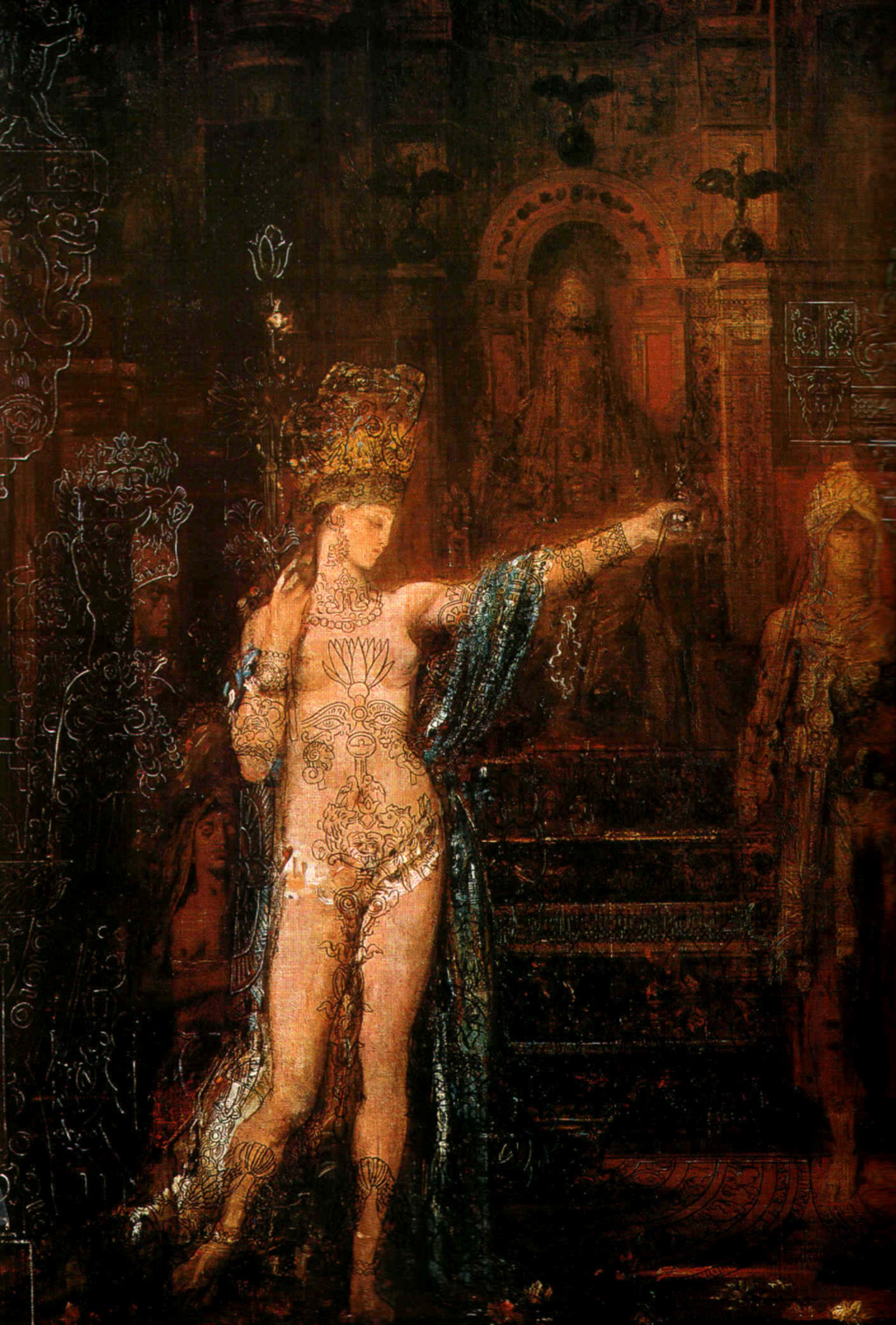
『踊るサロメ』（刺青のサロメ） 1871年 ギュスターヴ・モロー美術館
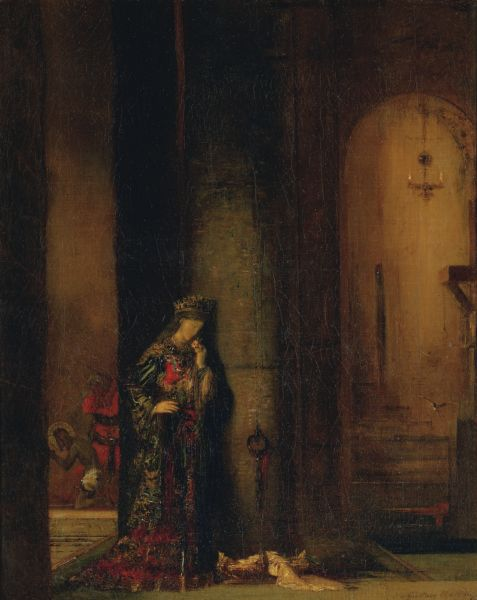
『牢獄のサロメ』 1873年-1876年 国立西洋美術館（松方コレクション）
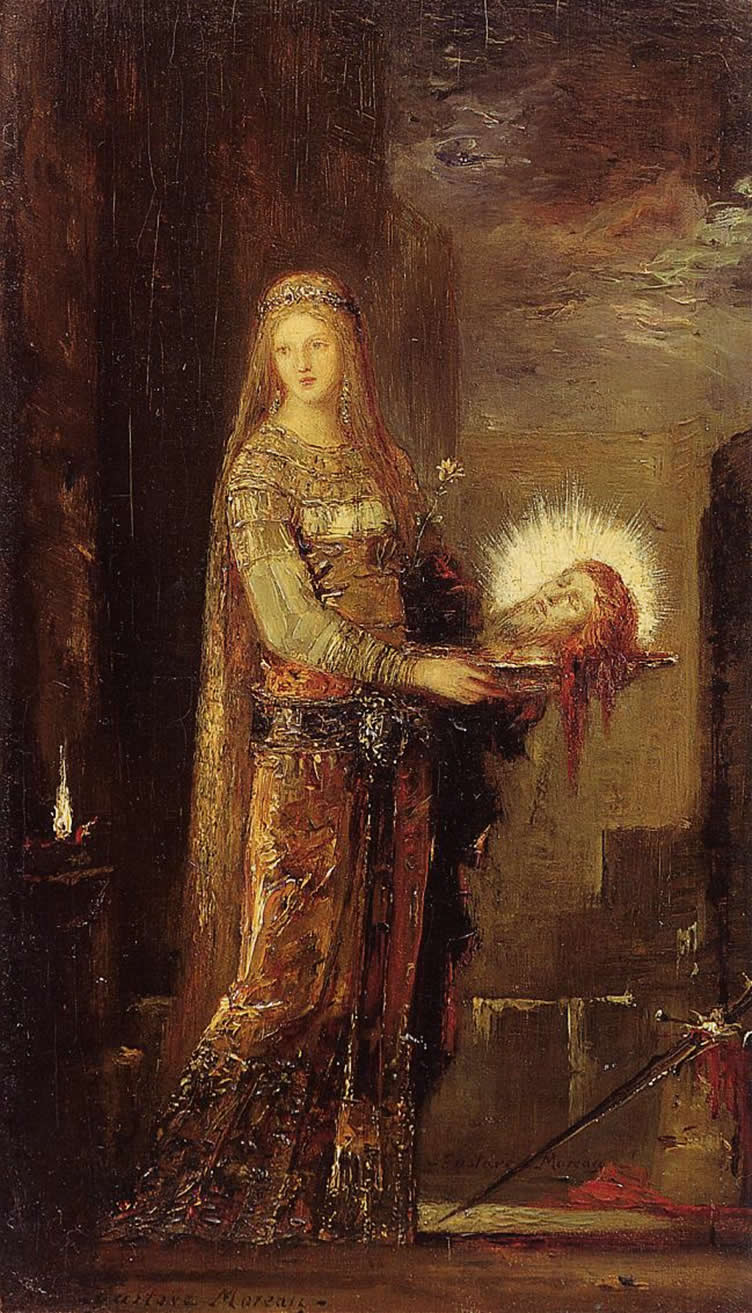
『ヨハネの首を盆で運ぶサロメ』 1876年 個人蔵
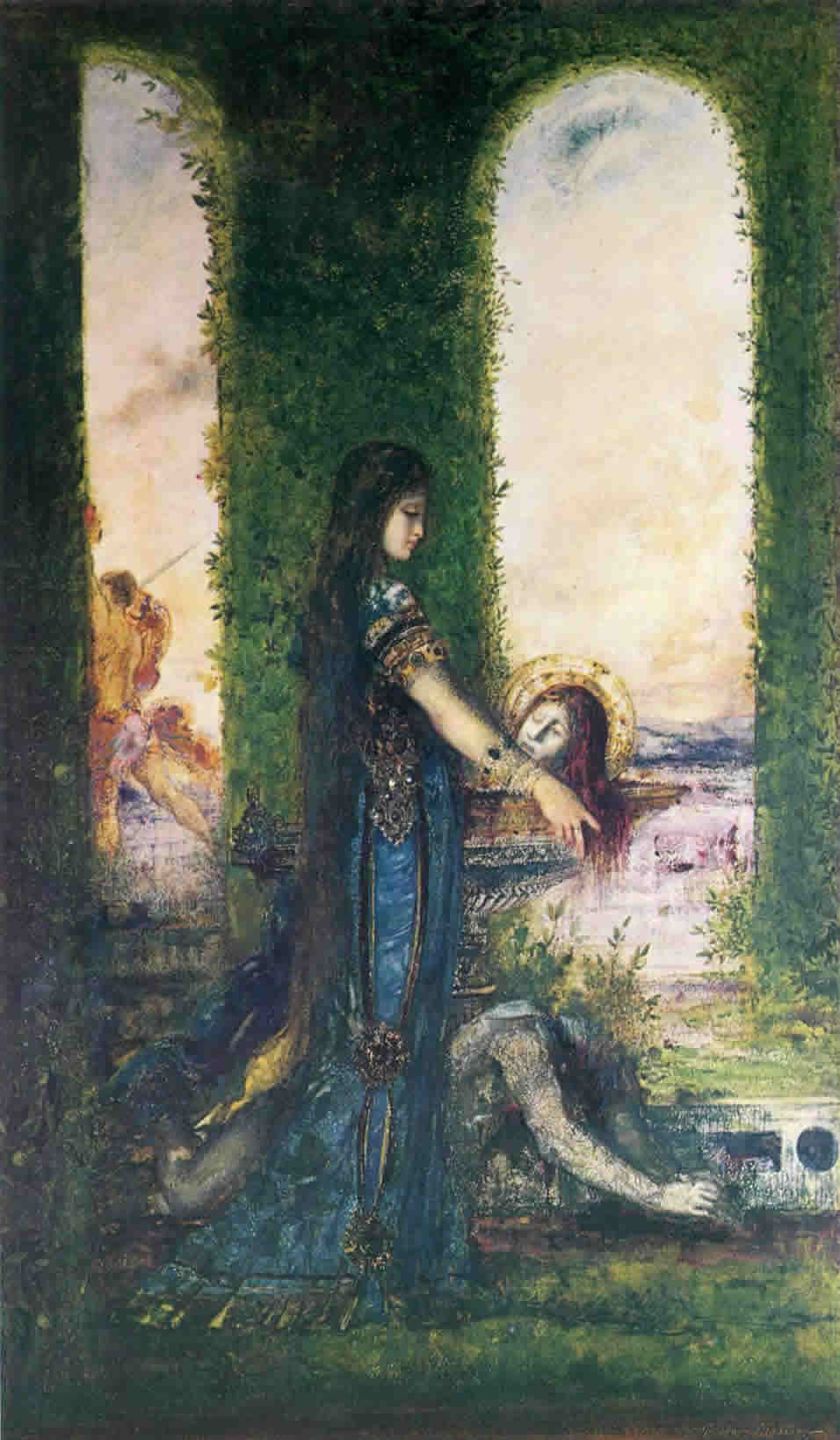
『庭園のサロメ』 1878年 個人蔵
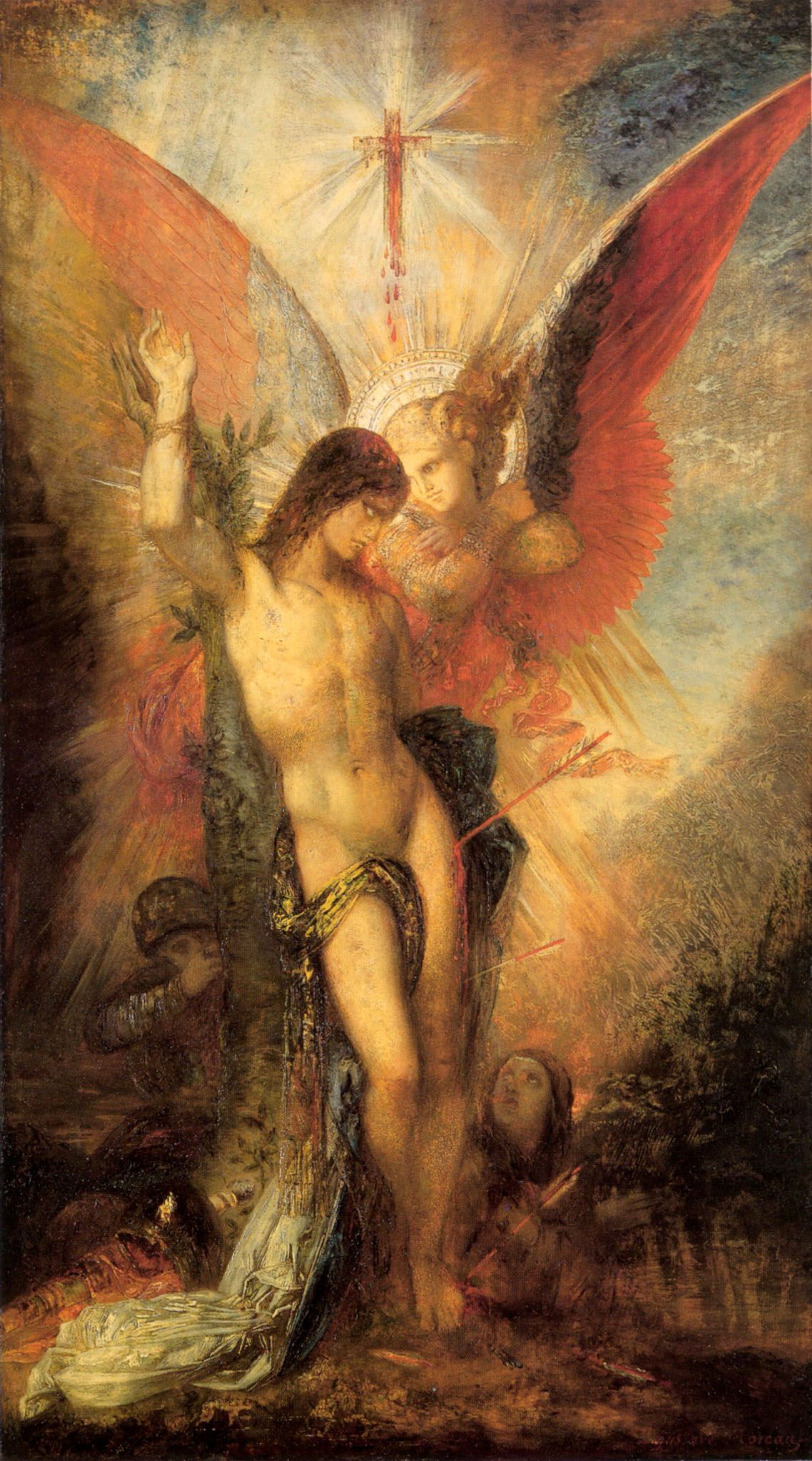
『殉教者に叙される聖セバスティアヌス』 フォッグ美術館所蔵